# Coppia ferrarese
La Coppia ferrarese (ciopa, ciupeta o pane ferrarese) è un prodotto di panetteria a indicazione geografica protetta tipico della provincia di Ferrara.
Il 27 febbraio 2004 si è costituito il Consorzio di tutela per la coppia ferrarese IGP.

## Storia

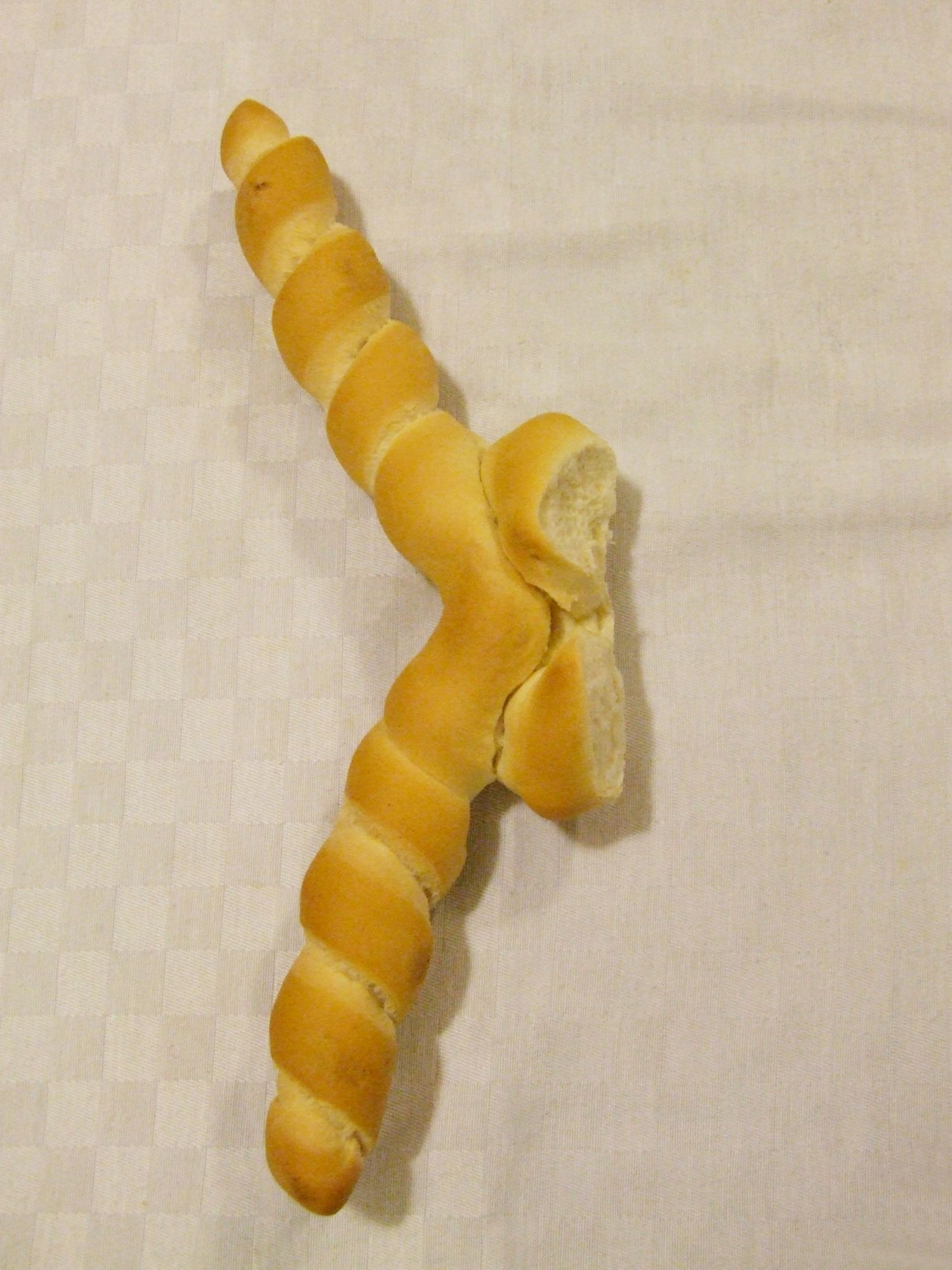
Panett

Prima del XII secolo era confezionato a mo' di pagnotta, senza orli, bordi o ricami. Successivamente i legislatori della signoria estense dettarono severe norme per la confezione del pane, per la sua conservazione e per l'identificazione del produttore.
Uno statuto del 1287 ordinava ai panettieri di fare pane:
- con orletti
- che non si abbassasse quando si cuoceva
- di un peso specifico
- ben cotto
- quando ultimato di coprirlo con un drappo bianco
- apporre un sigillo che identificasse il produttore
- i forni non dovevano essere situati nelle vie più trafficate perché il pane non si impolverasse

La versione più rassomigliante nella forma all'attuale coppia ferrarese si può far risalire al carnevale del 1536. Quando in una cena imbandita in onore del duca di Ferrara, secondo la leggenda, messer Giglio presentò in tavola un pane ritorto, con i caratteristici "crostini" aventi una forma simile a cornetto.

## Metodo di produzione

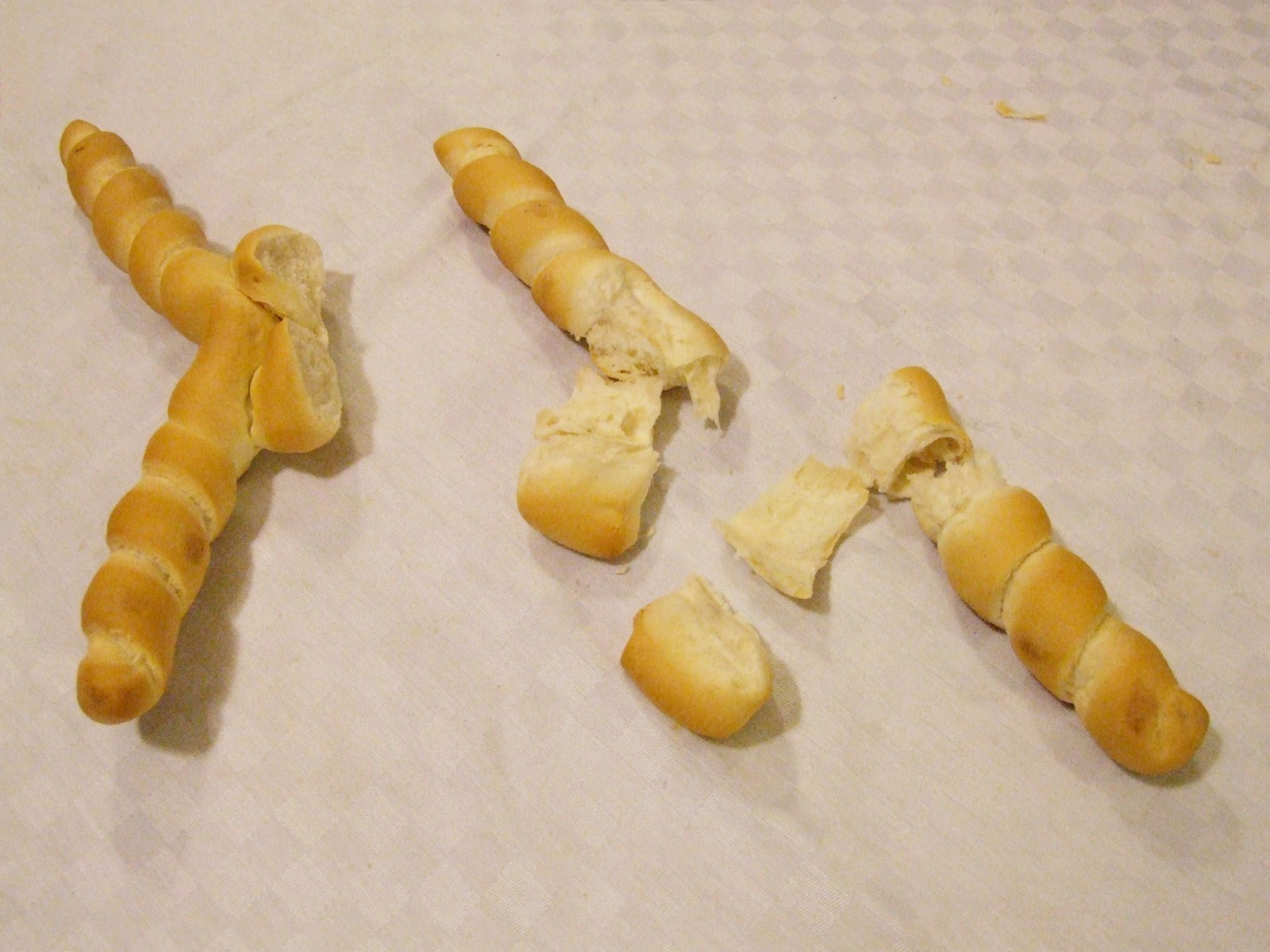
Due panetti ("du-panitt", in dialetto) della coppia ferrarese, di cui uno frazionato in crostini e "mollicotti" ("grustin" e "mulinott").

- Ingredienti: 1 kg di farina di grano tenero di tipo “0”, 350 g d'acqua, 60 g di strutto di puro suino, 30/40 g di olio extravergine di oliva, 100 g di lievito naturale “madre”, sale, malto.
- Lavorazione: gli ingredienti vengono lavorati nell'impastatrice per 15/20 minuti. La pasta viene “stirata” nel cilindro con 15/20 passaggi. Viene tagliata a strisce e immessa nella macchina per la formazione delle coppie. Il pane viene posto su assi di legno coperto da un telo e immesso nella cella di lievitazione per 70/90 minuti. La cottura avviene in forni a platea fissa (calore dal basso verso l'alto). Pesa tra gli 80 e 250 g. Umidità massima da 12 al 15%. Venduto entro 24 ore, non potrà essere surgelato o congelato[4]. Anche nella proposta di modifica del disciplinare del 2007 viene confermata la stessa procedura[5].

## Conservazione domestica
Il massimo della fragranza della coppia si ha nello stesso giorno in cui è prodotta, e c'è l'obbligo del disciplinare di venderla entro le 24 ore dalla produzione. Per la conservazione domestica di pochi giorni, come per tutto il pane lievitato, è consigliato riporla in un sacchetto di carta chiuso dentro uno impermeabile. La durata dipende dalla temperatura e dall'umidità dell'ambiente, ma solitamente anche dopo alcuni giorni la coppia è apprezzabile. Un'altra modalità relativamente recente prevede l'utilizzo del congelatore.

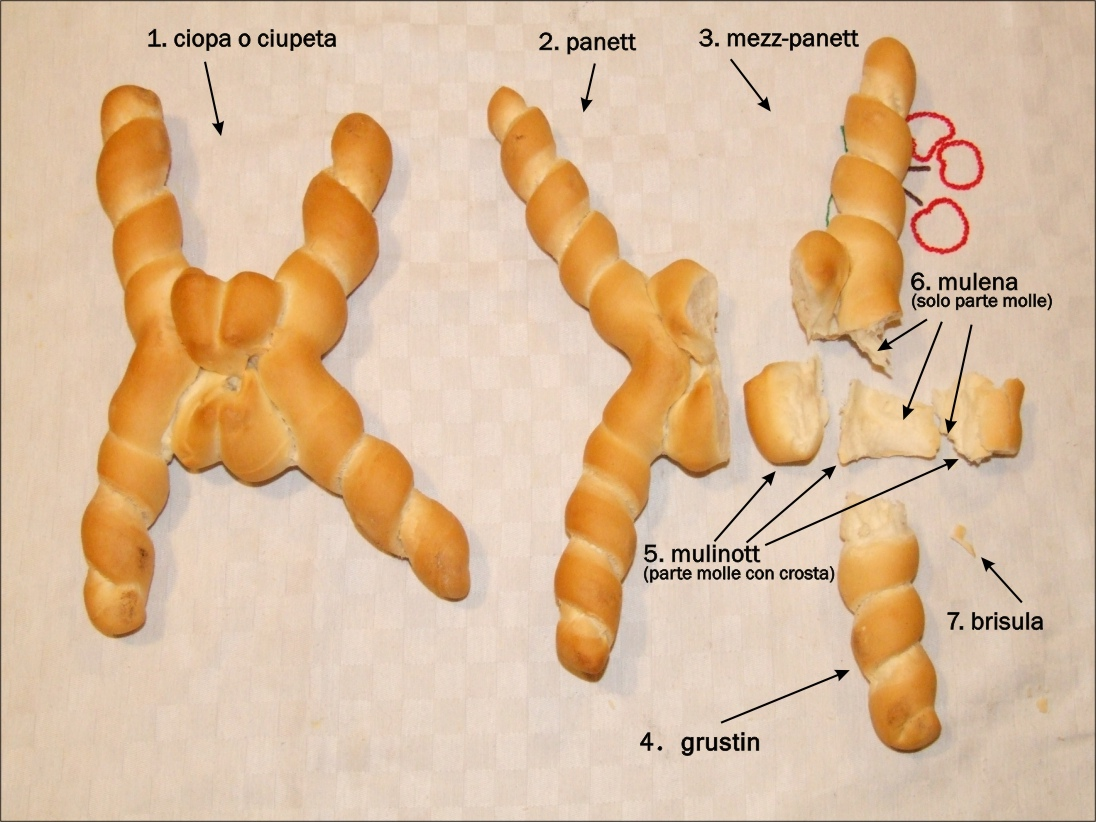
Coppia ferrarese con i nomi in dialetto delle singole parti in cui viene frazionata per il consumo.
I nomi dialettali indicati e relativi alle varie parti ottenute dal frazionamento della coppia sono quelli usati nella zona sud-ovest della Provincia di Ferrara. Nei territori del medio e basso ferrarese possono essere sensibilmente diversi (es. grustin ↔ grugnol).

La conservabilità della coppia ferrarese è nella tradizione storica. Nel territorio di Ferrara, sino alla metà del XX secolo, in famiglia si panificava una o al massimo due volte a settimana e la conservazione del pane per diversi giorni era la norma. Questo ha adattato progressivamente la ricetta della coppia ferrarese alla necessità di avere pane buono anche dopo giorni. Pur mutando alcune sue caratteristiche organolettiche il pane rimane friabile e adatto per la tavola a lungo.
Per il resto non ci sono altre differenze relative alle modalità di conservazione rispetto ad altri tipi di pane regionale.

## La coppia ferrarese nella cultura
Molte sono le citazioni del pane ferrarese ad opera di protagonisti del mondo culturale. In un articolo del 2008, Folco Quilici racconta come nella sua famiglia la coppia ferrarese finisse presto al centro dell'attenzione nei discorsi con ospiti "forestieri". Nonostante il lavoro di documentarista abbia portato Quilici in giro per il mondo, e abbia quindi avuto occasione di assaggiare numerosi tipi di pane, egli chiude l'articolo in questione dicendo: "È stato per me «il cibo preferito» e qualunque sforzo io faccia, è sempre il pane ferrarese che mi manca, che desidero, che non perdo occasione di magnificare e di gustare".
Riccardo Bacchelli all'inizio del suo Il mulino del Po ha scritto, parlando dei mulini che un tempo si trovavano sul grande fiume: "in luogo dove si fece sempre il miglior pane del mondo, ch'è il ferrarese".
Il rito della panificazione domestica nelle famiglie ferraresi è cantato anche da Corrado Govoni in Casa Paterna nell'opera poetica "Inaugurazione della primavera" del 1915. E in un altro luogo ebbe occasione di dire: "Il nostro Pane: orgoglio di noi ferraresi. Dono dell'aria, dell'acqua, dell'uomo. Offerta generosa di Ferrara al mondo".
Il pane ferrarese è stato rappresentato come protagonista di alcune nature morte dal celebre pittore metafisico Giorgio De Chirico, tra cui un noto dipinto del 1916, "Il linguaggio del bambino", oggi conservato a New York alla Pierre and Tana Matisse Foundation.

## Riconoscimento IGP
Nel 2001 la coppia ottiene dall'Unione Europea il marchio di prodotto Igp (Indicazione Geografica Protetta). In seguito, nel 2004, nasce il Consorzio di Tutela per la coppia ferrarese Igp. Anche per questi motivi, il tipico pane ferrarese vive un momento di problematiche legate al disciplinare molto rigido riguardante la sua preparazione.
Rimane ferma la grande qualità della coppia ferrarese e le sue caratteristiche che ne hanno fatto un prodotto tipico di alto livello ancora prodotto nel territorio della provincia di Ferrara.  Il problema che diversi panifici hanno incontrato è piuttosto quello del rispetto delle norme molto restrittive che riguardano alcune fasi della sua preparazione, previste dal disciplinare e che è problematico seguire in modo rigoroso.